# Pseudaletia
Pseudaletia is een geslacht van vlinders van de familie Uilen (Noctuidae), uit de onderfamilie Hadeninae.

## Soorten
- P. adultera Schaus, 1894
- P. albicosta Moore, 1882
- P. amblycasis Meyrick, 1899
- P. convecta Walker, 1857
- P. cooperi Schaus, 1923
- P. cunyada Franclemont, 1951
- P. dasuta Hampson, 1905
- P. idisana Franclemont, 1951
- P. impuncta Guenée, 1852
- P. macrosaris Meyrick, 1899
- P. punctulata Blanchard, 1852
- P. roraimae Franclemont, 1951
- P. separata Walker, 1865
- P. sequax Franclemont, 1951